# Дентсвил (Јужна Каролина)
Дентсвил (енгл. Dentsville) насељено је место без административног статуса у америчкој савезној држави Јужна Каролина.

## Демографија
По попису из 2010. године број становника је 14.062, што је 1.053 (8,1%) становника више него 2000. године.
| Група             | 2000.         | 2010.         |
| Белци             | 4.564 (35,1%) | 2.977 (21,2%) |
| Афроамериканци    | 7.581 (58,3%) | 9.742 (69,3%) |
| Азијати           | 330 (2,5%)    | 387 (2,8%)    |
| Хиспаноамериканци | 377 (2,9%)    | 752 (5,3%)    |
| Укупно            | 13.009        | 14.062        |